# 西南区 (喀麦隆)
西南区（英語：Southwest Region）是喀麥隆南部的一個区，西臨幾內亞灣，北鄰奈及利亞。面積24,571平方公里，2004年人口1,242,749人。首府布埃亞。下分6州，分别是法科、Koupé-Manengouba、Lebialem、Manyu、meme和Ndian。
在喀麦隆独立以前，西南区主要由英屬喀麦隆政府治理，是故当地居民亦多通晓英语，但在喀麦隆共和国建立后，喀麦隆政府独尊法语而忽视英语以及通晓英、法双语的人士，从而引发英語區議題，并最终导致喀麥隆英語區危機爆发。